# Laura Prepon

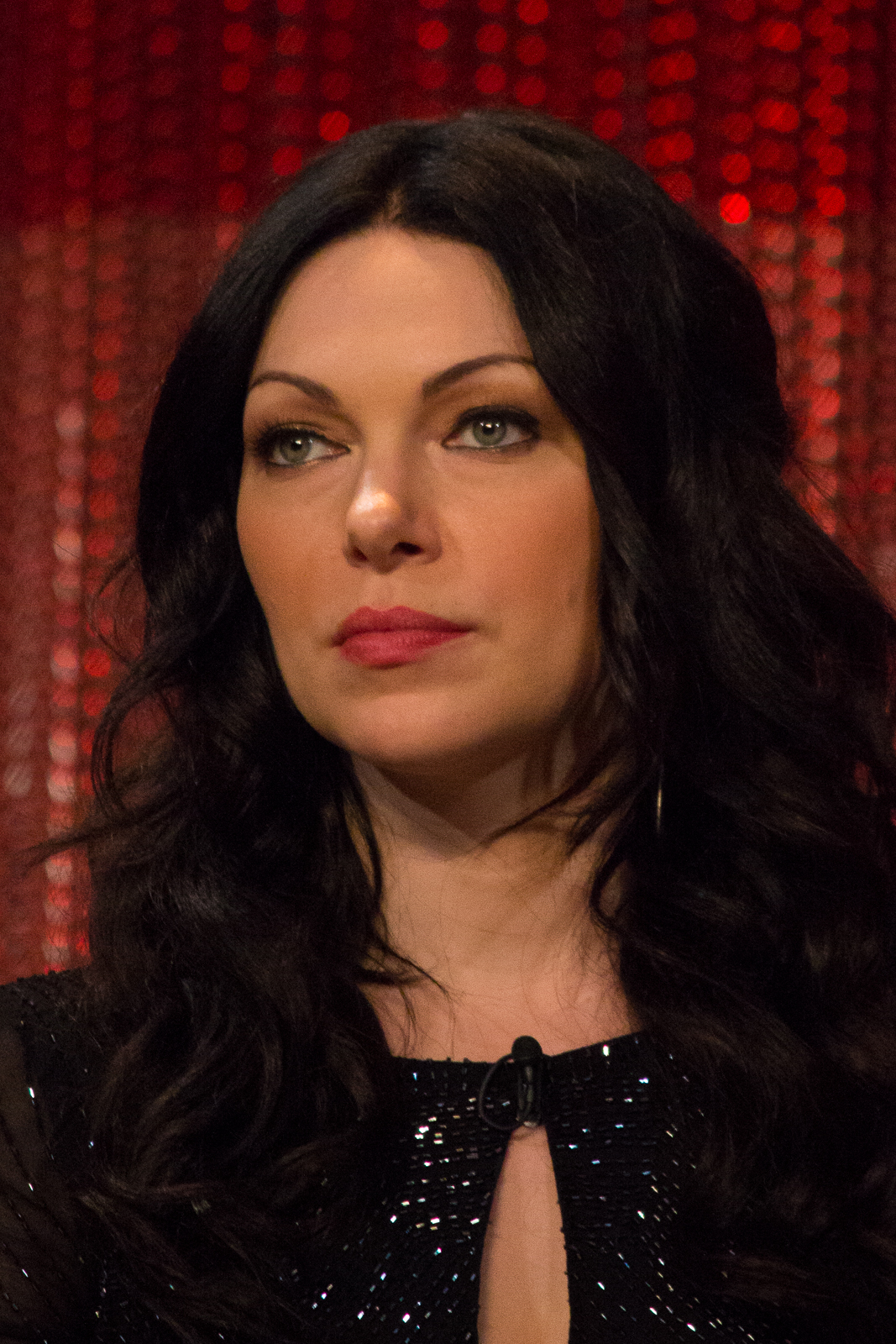
Laura Prepon in 2014

Laura Prepon (Watchung (New Jersey), 7 maart 1980) is een Amerikaans actrice. Ze is vooral bekend door haar rol als Donna Pinciotti in That '70s Show en als Alex Vause in Orange Is the New Black. Voor laatstgenoemde rol ontving ze in 2013 een Satellite Award voor Best Actress in a Supporting Role in a Series, Miniseries or Motion Picture Made for Television.
Prepons carrière begon in 1995 in een reclamespotje voor WorldCom. In 1996 studeerde ze drama bij lerares Caroline Thomas aan de Thomas' Total Theatre Lab. Voordat ze deel uitmaakte van de cast van That '70s Show, werkte ze als model in Parijs, Milaan en Brazilië. Ze stond verder tweemaal op de omslag van het tijdschrift Maxim, eenmaal met haar originele rode haar en eenmaal met haar blond geverfde haar, en ze had een gastoptreden met haar donkere nasale stem in het computerspel Halo 2 als United Nations Space Command-marinier.
Prepon werkte in 2011 aan het project Neighbros waar ze, samen met haar toenmalige vriend Scott Michael Foster en muzikant Jaime Jorn, sketches regisseerde. Daarnaast heeft ze samengewerkt met Danny Wallace (auteur van het boek Yes Man, dat verfilmd is met Jim Carrey). Wallace schreef een boek genaamd Awkward Situations for Men, in de pilot speelt Wallace zichzelf en Prepon zijn vrouw.

## Persoonlijk leven
Prepon had een aantal jaren een relatie met Scott Michael Foster, dit stopte in 2013. In juni 2017 bevestigde Prepon dat zij en haar verloofde, de acteur Ben Foster, een meisje verwachtten. Haar dochter werd geboren in augustus 2017. Prepon en Foster trouwden in juni 2018 en wonen in New York. In februari 2020 kreeg ze haar tweede kind, een zoon.

## Carrière
- The Hero -  Charlotte (2017)
- The Girl on the Train - Cathy (2016)
- Orange Is the New Black - Alex Vause (82 afleveringen, 2013-2019)
- The Kitchen - Jennifer (2012)
- Lay the Favorite - Holly (2012)
- Castle - Natalie Rhodes (2011)
- How I Met Your Mother - Karen (3 afleveringen, 2008-2010)
- The Chosen One (2008) (voice) - Rachel Cruz
- October Road - Hannah Daniels (6 afleveringen, 2007)
- That '70s Show - Donna Pinciotti (193 afleveringen, 1998-2006)
- Karla (2006) - Karla Homolka
- Come Early Morning (2006) - Kim
- Romancing the Bride (2005) (tv) - Melissa
- American Dad! - Hayley Smith (1 aflevering)
- House - Frankie (1 aflevering)
- Halo 2 (2004) (VG) (stem) - Marine
- King of the Hill - April (1 aflevering, 2004)
- The Pornographer: A Love Story (2004)
- Lightning Bug (2004) - Angevin Duvet
- Slackers (2002) - Reanna
- Southlander: Diary of a Desperate Musician (2001) - Seven Equals Five